# سولان
سولان رمزها «SO» (بالإنجليزية: Solan)‏ ، هو تقسيم إداري لدولة الهند تتبع ولاية هيماجل برديش (بالإنجليزية: Himachal  Pradesh)‏ ، مركزها هو مدينة سولان (بالإنجليزية: Solan)‏ عدد سكانها حسب تعداد سنة 2001 هو 499,380 ، مساحتها 1,936 كم² وكثافة السكان 258 لكل كم² .

## المناخ
يظهر الجدول التالي التغييرات المناخية على مدار السنة لسولان:
| البيانات المناخية لـسولان         | البيانات المناخية لـسولان | البيانات المناخية لـسولان | البيانات المناخية لـسولان | البيانات المناخية لـسولان | البيانات المناخية لـسولان | البيانات المناخية لـسولان | البيانات المناخية لـسولان | البيانات المناخية لـسولان | البيانات المناخية لـسولان | البيانات المناخية لـسولان | البيانات المناخية لـسولان | البيانات المناخية لـسولان | البيانات المناخية لـسولان |
| الشهر                             | يناير                     | فبراير                    | مارس                      | أبريل                     | مايو                      | يونيو                     | يوليو                     | أغسطس                     | سبتمبر                    | أكتوبر                    | نوفمبر                    | ديسمبر                    | المعدل السنوي             |
| --------------------------------- | ------------------------- | ------------------------- | ------------------------- | ------------------------- | ------------------------- | ------------------------- | ------------------------- | ------------------------- | ------------------------- | ------------------------- | ------------------------- | ------------------------- | ------------------------- |
| متوسط درجة الحرارة الكبرى °م (°ف) | 13.2 (55.8)               | 15.3 (59.5)               | 19.8 (67.6)               | 25.1 (77.2)               | 30 (86)                   | 31 (88)                   | 25.2 (77.4)               | 24.2 (75.6)               | 24.5 (76.1)               | 22.9 (73.2)               | 19.6 (67.3)               | 15.8 (60.4)               | 22.2 (72.0)               |
| متوسط درجة الحرارة الصغرى °م (°ف) | 4.1 (39.4)                | 5.7 (42.3)                | 9.6 (49.3)                | 14.2 (57.6)               | 18.4 (65.1)               | 20 (68)                   | 19 (66)                   | 18.6 (65.5)               | 17.2 (63.0)               | 13.3 (55.9)               | 8.9 (48.0)                | 5.8 (42.4)                | 12.9 (55.2)               |
| الهطول مم (إنش)                   | 87 (3.4)                  | 67 (2.6)                  | 73 (2.9)                  | 27 (1.1)                  | 40 (1.6)                  | 120 (4.7)                 | 393 (15.5)                | 325 (12.8)                | 186 (7.3)                 | 52 (2.0)                  | 12 (0.5)                  | 29 (1.1)                  | 1٬411 (55.5)              |
| المصدر: climate-data.org          |                           |                           |                           |                           |                           |                           |                           |                           |                           |                           |                           |                           |                           |

## أعلام
- لين سامبسون